# عزيز بوكروني
عزيز بوكروني هو ممثل جزائري، يُعد من أبرز وجوه الدراما الجزائرية منذ ثمانينيات القرن العشرين. بدأ مشواره الفني في الجزائر العاصمة ضمن فرقة مسرحية في الفترة من 1980 إلى 1985، وبرز بأدائه المتميز في الأعمال الاجتماعية والثورية.

## المسيرة الفنية
شارك بوكروني في العديد من المسرحيات والمسلسلات التلفزيونية، واشتهر بأدواره الجادة التي تعكس الواقع الاجتماعي والسياسي الجزائري. من أبرز أعماله التلفزيونية أولاد الحلال، الخاوة (مسلسل)، مشاعر، وليام.
كما أدى دور "مقداد" في فيلم هليوبوليس، وهو أحد أدواره السينمائية المميزة التي تناولت فترة الاحتلال الفرنسي والخيانات المرتبطة بالحركى والقياد.

## أعماله

### التلفزيون
- أحوال الناس
- بنات المحروسة
- حداش حداش

- بابور اللوح
- أولاد الحلال
- مشاعر
- ليام
- جروح الحياة
- مصير امرأة
- سويتشرز

### السينما
- هليوبوليس

## وصلات خارجية
- عزيز بوكروني على موقع IMDb (الإنجليزية)
- عزيز بوكروني على موقع قاعدة بيانات الفيلم (الإنجليزية)